# 唐成
唐成（?—?），清朝政治人物。
同治7年（1868年），擔任清朝遵义府婺川縣知縣。后由馮翥鵬接任。